# عقلانية (فلسفة)
في الفلسفة، العقلانية هي النظرة المعرفية التي «تعد المنطق (العقل) مصدرًا رئيسيًا واختبارًا للمعرفة» أو «وجهة نظر تميل إلى اعتبار المنطق (العقل) مصدرًا للمعرفة أو التبرير». بشكل أكثر رسمية، تعرّف العقلانية على أنها المنهجية أو النظرية التي يكون معيار الحقيقة فيها فكريًا واستنباطيًا وليس حسيًا.
في خلاف قديم، كانت العقلانية تعاكس التجريبية، إذ آمن العقلانيون بأن الحقيقة لها هيكل جوهري منطقي. ولهذا السبب، جادل العقلانيون بوجود حقائق معينة وأن العقل يمكن أن يفهم هذه الحقائق بشكل مباشر. وهذا يعني أن العقلانيين أكدوا على أن هناك بعض المبادئ المنطقية الموجودة في المنطق والرياضيات والأخلاقيات وما وراء الطبيعة والتي تكون صحيحة أساسًا لدرجة أن إنكارها يتسبب بوقوع الفرد في حالة من التناقض. امتلك العقلانيون ثقة عالية في العقل فقد اعتُبرت الإثباتات التجريبية والأدلة المادية غير ضرورية لتأكيد بعض الحقائق. بمعنى آخر، «هناك طرق هامة نكسب من خلالها مفاهيمنا ومعرفتنا بشكل مستقل عن التجربة الحسية».
تقود الدرجات المختلفة من التأكيد على هذه الطريقة أو النظرية إلى مجال من المواقف العقلانية، بدءًا من الموقف المعتدل الذي يفيد بأن «العقل له أفضلية على طرق اكتساب المعرفة الأخرى» إلى مواقف أكثر تطرفًا تفيد بأن العقل «هو الطريق الفريد من نوعه إلى المعرفة». نظرًا لفهم العقل السابق للحداثة، تعد العقلانية مطابقة للفلسفة، أو حياة التقصي السقراطية، أو التفسير البحثي (التشككي) الواضح للسلطة (المنفتح على السبب المستبطن أو الأساسي للأشياء كما تظهر لحسنا باليقين). في العقود الأخيرة، سعى ليو شتراوس إلى إحياء «العقلانية السياسية التقليدية» بصفته نظامًا يفهم مهمة إعمال العقل على أنها طريقة سقراط وليس أساسًا.
في الجمهورية الهولندية في القرن السابع عشر، أدى ظهور العقلانية المبكرة في العصر الحديث -بصفتها مدرسة منهجية للغاية بحد ذاتها في الفلسفة لأول مرة في التاريخ- إلى ممارسة تأثير هائل وعميق على الفكر الغربي الحديث بشكل عام، بولادة النظامين الفلسفيين العقلانيين المؤثرين التابعين لديكارت (والذي قضى معظم حياته البالغة في الجمهورية الهولندية في الفترة بين عامي 1628-1649 وعلى الرغم من تنقله المتكرر، فقد كتب جميع أعماله الكبرى خلال العشرين عامًا التي قضاها في الأقاليم المتحدة) وسبينوزا –أي الديكارتية والسبينوزية. كان العلماء العقلانيون أمثال ديكارت وسبينوزا ولايبنيتز هم من أعطى «عصر المنطق» اسمه ومكانته في التاريخ.

في السياسة، عُززت العقلانية تاريخيًا منذ عصر التنوير «سياسة المنطق» المتمحورة حول الاختيار العقلاني والنفعية والعلمانية واللادينية – خُففَت معاداة الألوهية في ذلك الأخير لاحقًا بتبني أساليب التفكير التعددية الممكنة عمليًا بغض النظر عن الإيديولوجية الدينية أو اللادينية. فيما يخص هذا الأمر، لاحظ الفيلسوف جون كوتنغهام كيف أن العقلانية، كمنهجية، أصبحت تُخلَط اجتماعيًا بالإلحاد، وتفيد النظرة العالمية:
«في الماضي، وعلى وجه الخصوص في القرنين السابع عشر والثامن عشر، استُخدِم مصطلح عقلاني للإشارة إلى المفكرين الأحرار ذوي النظرة المعارضة لتدخل القساوسة والدين، واكتسبت الكلمة لفترة من الزمن قوة ازدرائية واضحة (وبالتالي تحدث ساندرسون عام 1670 باستخفاف عن عقلاني نقي، أي باللغة الإنجليزية البسيطة ملحد من النسخة الأخيرة...). إن استخدام عبارة «عقلاني» لتمييز نظرة للعالم لا تقبل بالخوارق قد أصبحت أقل شيوعًا في يومنا هذا، ويبدو أن مصطلحات مثل «إنساني» أو «مادي» قد شغلت مكانها إلى حد كبير. لكن الاستخدام القديم ما يزال قائمًا.

## خلفية
تفسر العقلانية في كثير من الأحيان على أنها تقابل التجريبية، ولكن بنظرة أكثر عمومية، والإثنين ليسوا متنافيين. هنالك العديد من الفلاسفة الذين يمكن تصنيفهم بالعقلانيين والتجريبيين.
يجادل بعض من مؤيدي العقلانية بأنه إذا بدأنا من قواعد أساسية كمسلمات الهندسة، فإنه من الممكن استنتاج كل المعرفة التي يمكن معرفتها. الفيلسوفان سبينوزا وليبنتز كانا أبرز من تمسك بهذا الفكر، ومحاولتهما لفهم المشاكل المعرفية والميتافيزيقية التي أثارها ديكارت أدت إلى تنمية النهج الأساسي للعقلانية.
سبينوزا وليبنتز قالا من حيث المبدأ كل المعرفة بما فيها المعرفة العلمية يمكن الحصول عليها من الاستنتاج وحده، ولكن لاحظا أن ذلك غير ممكن من حيث التطبيق للبشر ما عدا مواضيع معينة كالرياضيات. ولكن ليبنتز أقر بأن «كلنا تجريبيين في ثلاث أرباع أفعالنا».

## الاستخدام الفلسفي

### نظرية التبرير
نظرية التبرير هي ذاك القسم من نظرية المعرفة الذي يحاول فهم مبررات الافتراضات والمعتقدات.
يهتم علماء المعرفة بالميزات المعرفية المختلفة للمعتقد، والذي يتضمن أفكار التبرير والتسويغ والعقلانية والاحتمال. من بين هذه المصطلحات الأربعة، يعد التسويغ المصطلح الأكثر استخدامًا ونقاشًا في بدايات القرن الحادي والعشرين. يمكننا القول مجازًا إن التبرير هو السبب (غالبًا) وراء اعتناق الشخص لمعتقد ما.
إذا زعم «إيه» أمرًا، وألقى «بي» ظلال الشك عليه، ستكون الخطوة التالية لـ «إيه» بديهيًا هي تقديم التبرير. إن الطريقة الدقيقة التي يستخدمها الفرد لتقديم التبرير هي المكان الذي تُرسَم فيه الخطوط بين العقلانية والتجريبية (من بين الآراء الفلسفية الأخرى). يركز معظم النقاش في هذه المجالات على تحليل طبيعة المعرفة وكيفية ارتباطها بالأفكار المتصلة مثل الحقيقة والإيمان والتبرير.

## العقلانية قديمًا

### سقراط (399-470 ما قبل الميلاد)
اعتقد سقراط بأن على البشر أن يفهموا أنفسهم أولًا قبل أن يفهموا العالم، وأن التفكير العقلاني هو الطريق الوحيد لتحقيق ذلك.
علينا أن نتطرق إلى فهم الإغريق للعالم، لكي نعي ما قصد سقراط. المرء بالنسبة لهم، يتكون من جزئين, الجسد والروح. الروح لها جزئين أساسيين، الجزء اللاعقلاني، وهو الخاص بالمشاعر والرغبات، والجزء العقلاني وهو النفس.وهم يرون أن في تجاربنا اليومية، الروح اللاعقلانية تنجذب إلى الجسد برغباته وتندمج الروح اللاعقلانية معه، فيصبح إدراكنا للعالم محدود بما تؤتينا به حواسنا الجسدية. الروح العقلانية هي أبعد من ادراكنا ولكن يمكن التواصل معها بالصور، الأحلام وخلافه.
مهمة الفيلسوف إذا، كما يرى سقراط، هي إصلاح، وفي نهاية المطاف استئصال الروح اللاعقلانية، وبالتالي الحاجة إلى الإصلاح الأخلاقي، وبعدها تفعيل الروح العقلانية كي يكون إنسان مكتمل يظهر الجوهر الروحاني الاسمي وهو ما زال في جسده.
العقلانية الحقيقية، بالنسبة لسقراط، هي ليست فقط عملية تفكير، وإنما تغيير في الوعي والطبيعة النوعية للمرء. الروح العقلانية تنظر إلى العالم بنظرة روحانية، ترى الأشكال الأفلاطونية، أو جوهر الأشياء. معرفة العالم تحتاج إلى أن يعرف المرء روحه أولا، وبالتالي ' يفهموا أنفسهم أولا'.
سقراط لم ينشر أو يكتب أي من أفكاره، ولكنه كان دائما في مناقشات مع الآخرين. عادة كان يبدأ بطرح سؤال بلاغي، يوحي بأنه قابل للإجابة. بعد الاطلاع على الإجابات من الآخرين، يستمر في طرح الأسئلة حتى تحل كل نقاط الخلاف أو حتى يقر الآخرين على عدم القدرة على إجابة السؤال. سقراط لم يدعي أنه يعرف الإجابة، ولكن هذا لم يمنع قدرته على تناول المشكلات بشكل عقلاني. كان هدفه أن في النهاية طريقتنا الفكرية لفهم العالم معيبة ووجب تجاوز ذلك للحصول على معرفة حقيقية لحقيقة الأشياء.

## العقلانية القارية
منذ عصر النهضة ارتبطت العقلانية بإدخال الطرق الرياضية إلى الفلسفة، كما هو الحال في أعمال الفلاسفة ديكارت، سبينوزا وليبنيز. يعد هؤلاء الفلاسفة أهم الفلاسفة العقلانيين ويطلق على أفكارهم العقلانية القارية لأنها كانت سائدة في المدارس الفلسفية القارية في أوروبا، بينما في بريطانيا, التجريبية كانت سائدة.

### رينيه ديكارت (1596-1650)

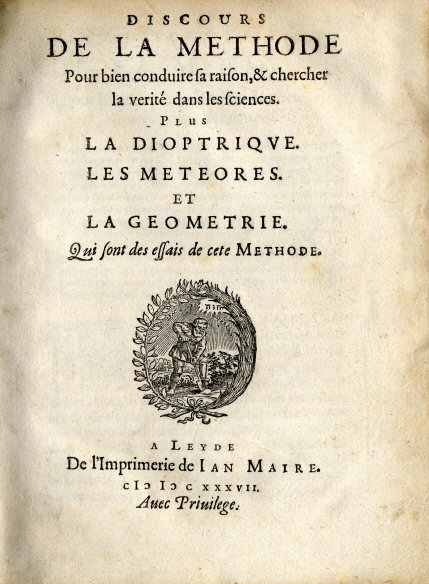
غلاف كتاب مقال عن المنهج لديكارت

معرفة الحقائق الخالده من وجهة نظر ديكارت، بما فيها الحقائق الرياضية والأسس المعرفية والميتافيزيقية للعلوم، يمكن الحصول عليها من العقل وحده. أما المعارف الأخرى، كالمعرفة الفيزيائية، تحتاج إلى التجربة مع العالم بالاعتماد على المنهج العلمي.
جادل ديكارت بأنه بينما تبدو الأحلام كأنها حقيقية نابعة من حواسنا، ألا أنها لا يمكن أن تعطي المرء المعرفة، بما أن حواسنا من الممكن أن تخدعنا وتوهمنا فإن الحواس قابلة للشك. و هذا فإن السعي العقلاني للحقيقة يجب أن يشكك في كل الأفكار المسبقة عن الواقع. ويقول ديكارت في كتابه 'مقال عن المنهج', ص3

#### منهج التحقيق
في مقال عن المنهج، وضع منهج للحصول على الحقائق، ويتكون من أربع قواعد ويعرف المنهج كالآتي
أما القواعد الأربع، هم قاعدة اليقين، التحليل، التأليف والاستقراء التام، يعرفهم ديكارت في كتابه كما يلي:
إذا بدأنا من الإدراك البديهي لأبسط الأشياء كلها فإننا نجتهد أن نرقي بنفس الدرجات إلى معرفة سائر الأشياء...
أن أسّير أفكاري بنظام, بادئا بأبسط الأمور وأسهلها معرفة كي أتدرج قليلا حتى أصل إلى معرفة أكثرها تركيبا...
إذاً, يمكننا أن نلخص القواعد الأربع  كالآتي:
1. اخضاع الأفكار المسبقة لمحاكمة العقل والتخلي عن تلك التي لا يتوافر فيها الوضوح والتمايز.
2. تقسيم المشكلة الكبيرة إلى أجزاء صغيرة
3. نبدأ بالمشاكل الأسهل أولا
4. نراجع بشكل دوري للتأكد من أننا لم نهمل نقطة ما أو أخطأنا في التفكير

#### منهج الشك
منهج الشك هي عملية عقلية تستخدم لاكتشاف أي من المسائل التي يمكن أن نحصل على المعرفة عنها بكل يقين. و هناك فرق بين المعرفة والاعتقادات والآراء، لأن المعرفة تعني اليقين بينما الاعتقاد والرأي يتحملان بعض درجات الشك.لأنه من غير الممكن لأي ادعاء يحتمل الشك بأن يعبر عن معرفة، وإنما من الممكن أن يعبر عن اعتقاد أو رأيه. و نستنتج من ذلك بأنه إذا لم يجد الشك طريقا إلى ادعاء ما فإن هذا الادعاء يصبح معرفة.
لذا فإن مناهج ديكارت أحدثت تحول في نظرية المعرفة والتساؤل عن ما يمكن معرفته، ويبقى كما رأى ديكارت، أن العقل وحده يمكنه الحصول على المعرفة بشكل مستقل عن حواسنا.

### باروخ سبينوزا (1632-1677)

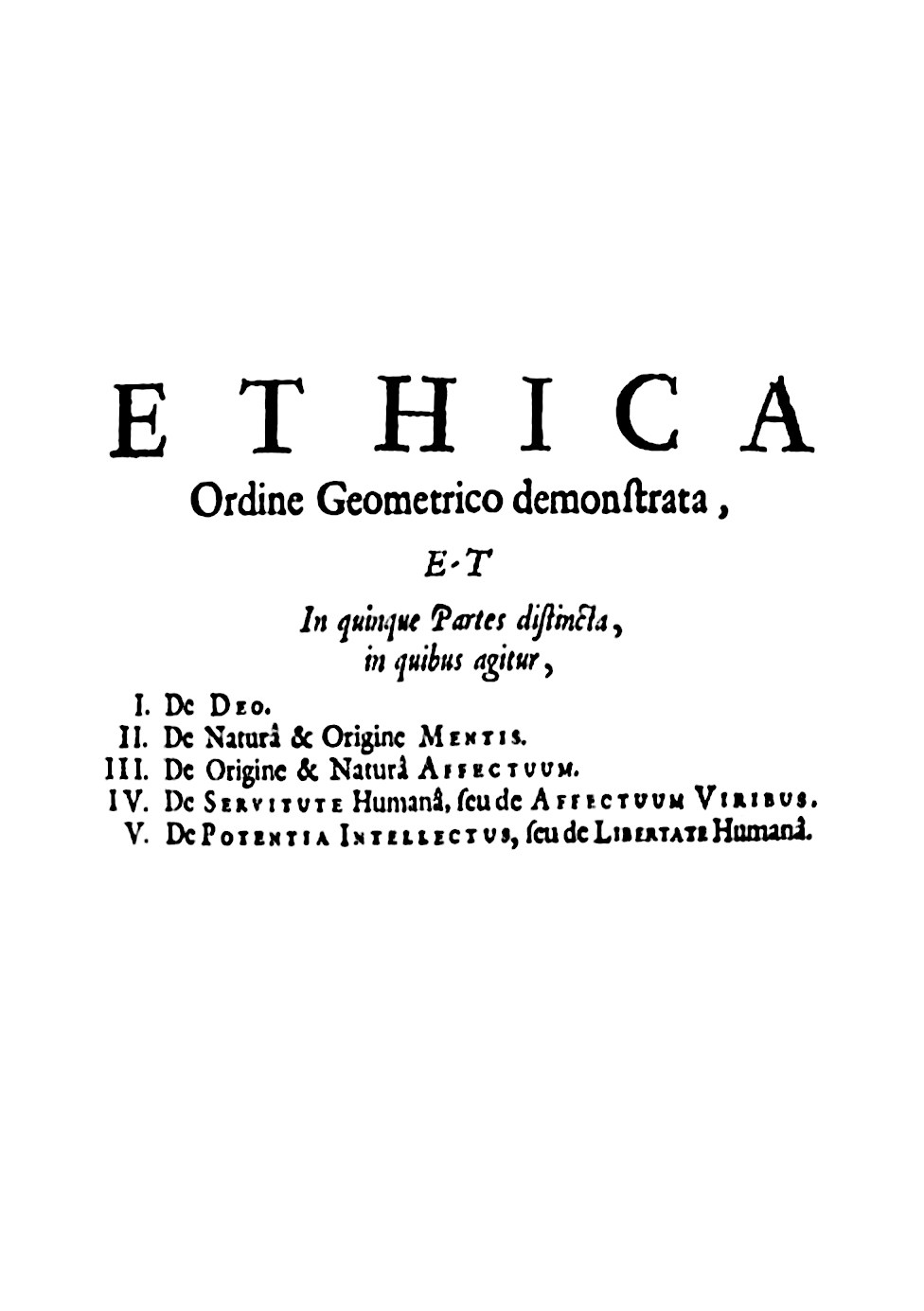
كتاب الأخلاق لباروخ سبينوزا

طور الفيلسوف سبينوزا في القرن السابع عشر فلسفة منهجية، منطقية وعقلانية. اعتقد سبينوزا أنه لا توجد إلا عقلانية واحدة شاملة للإنسان والطبيعة، ولذا سعي إلى تطبيق المنهج الهندسي (كما في كتاب إقليدس العناصر) في قضايا فلسفية مختلفة منها الإلوهية والأخلاق، حتى أننا نجده يعرف الله في أول (التعريف السادس) كتابه الأخلاق ويثبته بشكل رياضياتي بعدها من بضعة مسلمات. واتخاذه لمنهج الهندسة كان لعدة أسباب
- أن في ذلك الوقت، الهندسة كانت مثالا للعلم التام واليقيني وغير قابلة للاختلاف.
- اعتقاده أن بالإمكان الوصول إلى الحقيقة (في الفلسفة) على غرار ما فعله اقليدس في الرياضيات من منهجية ودقة ووضوح.
- الحد من الاختلافات التي تتسم بها الفلسفية بتطبيق المنهج الهندسي باعتماده على البراهين التي تكون صحيحة أو غير صحيحة ولكن غير قابلة للاختلاف

### غوتفريد ليبنتز (1646-1716)
النظرة العقلانية لدى ليبنتز تستند في استدلالاتها على مبدأين
1. مبدأ التناقض يتمثل بكون الادعاء كاذب إذا احتوي على تناقض، وأنه صحيح إذا لم يحتوي على تناقض
2. مبدأ العلة الكافية وهو أن لا يمكن لواقعة أن تحدث، ولا أي ادعاء يكون صحيح إلا إذا وجد سبب كافي لذلك، لا شيئا آخر.

الحقائق بالنسبة إلى ليبنتز نوعين، حقائق العقل وحقائق الواقع.

#### حقائق العقل
حقائق العقل، كما يرى ليبنتز، هي الحقائق اللازمة والأبدية يحكمها مبدأ التناقض. ومنها يمكن الحصول على العلوم والتفسيرات العقلية، وجود الأشياء، البشر والله والوعي على وجودنا.
و لكن مبدأ التناقض وحده لم يكن كافي لحل المشكلات الميتافيزيقية لتبرير وجود الموجودات، لأن مبدأ التناقض لا يثبت شيئا سوى أن هذا الشئ ممكن الوجود،
وبما أن حقائق العقل تخضع للتحليل المنطقي. حلم بتطوير حاسوب يمكنه معرفة صحة الأفكار كما هو الحال في حساب الأرقام، ولكن بالرغم من عدم تحقيق حلمه إلا أنه كان أول من اخترع الحاسوب.

#### حقائق الواقع
حقائق الواقع هي الحقائق الجائزة (Contingent truths) يحكمها مبدأ العلة الكافية. ونلاحظ أن ليبنتز لم يفرق بين الدليل الكافي على وجود الشئ والدليل الكافي على صحة معرفتنا به.
و لعل من أبرز الاختلاف بينه وبين سبينوزا، أن ليبنتز يرى أن من الممكن لبعض الأشياء أو الأحداث أن تتحقق بسبب ليس ضروري، ولكن بسبب كافي (مبدأ العلة الكافية). مثلا إذا قلنا أن «عمرو ليس متزوجا» فهذا ليس ضروري، من الممكن أن يكون العكس، أي متزوجا. هنا السبب الكافي ليس من قبيل الصدفة وإنما، كما يرى، الأفضل من كل الاحتمالات الأخرى (و هنا العناية الإلهية هي التي اختارت أفضل العوالم الممكنة، ولذا نرى تبرير لوجود الموجودات بالعلة الكافية).
ليبنتز لا ينفي إمكانية أن يكون مصدر المعرفة من التجربة، ولا ينفي أيضا أن حواسنا يمكن ان تلعب دورا في اكتشافنا للحقائق الأبدية والضرورية، بل من الممكن أن معرفتنا بحقائق الرياضيات والمنطق اكتسبت عبر حواسنا. ولكن، تبقى تلك الحقائق مستقلة عن التجربة.